# Åländer Schären
Åländer Schären (schwedisch Ålands skärgård) ist der Name einer von drei Verwaltungsgemeinschaften (ekonomisk region) in der autonomen finnischen Provinz Åland.

## Gemeinden
Sie umfasst sechs Gemeinden, die alle auf Inseln im Schärenmeer liegen.
| Gemeinde | Fläche in km² 1 | Einwohner 2 | Dichte (Einw./km²) |
| -------- | --------------- | ----------- | ------------------ |
| Brändö   | 108,17          | 471         | 4                  |
| Föglö    | 134,73          | 561         | 4                  |
| Kumlinge | 098,98          | 308         | 3                  |
| Kökar    | 063,59          | 246         | 4                  |
| Sottunga | 028,04          | 096         | 3                  |
| Vårdö    | 101,73          | 439         | 4                  |
| Gesamt   | 535,24          | 2.1210.     | 4                  |